# Peperomia quadratifolia
Peperomia quadratifolia är en pepparväxtart som beskrevs av William Trelease. Peperomia quadratifolia ingår i släktet peperomior, och familjen pepparväxter. Inga underarter finns listade i Catalogue of Life.